# Câu lạc bộ bóng đá Phú Yên
Câu lạc bộ bóng đá Phú Yên là một câu lạc bộ bóng đá Việt Nam có trụ sở ở phường Tuy Hòa, tỉnh Đắk Lắk. Đội bóng đá Phú Yên là đội bóng bán chuyên nghiệp trực thuộc sở VHTTDL tỉnh Đắk Lắk. Đội bóng thi đấu ở Hạng Ba Quốc gia.

## Đội hình
Tính đến đầu mùa giải Hạng Ba Quốc gia
Ghi chú: Quốc kỳ chỉ đội tuyển quốc gia được xác định rõ trong điều lệ tư cách FIFA. Các cầu thủ có thể giữ hơn một quốc tịch ngoài FIFA.
| Số | VT | Quốc gia | Cầu thủ                      |
| -- | -- | -------- | ---------------------------- |
| 1  | TM | Việt Nam | Phạm Văn Khải                |
| 2  | HV | Việt Nam | Phạm Hoàng Đức               |
| 3  | HV | Việt Nam | Nguyễn Văn Lâm               |
| 4  | HV | Việt Nam | Nguyễn Ngọc Tầm              |
| 5  | HV | Việt Nam | Bùi Văn Đông                 |
| 6  | HV | Việt Nam | Nguyễn Trương Minh Hoàng (c) |
| 7  | TV | Việt Nam | Đặng Như Tứ                  |
| 8  | TV | Việt Nam | Vũ Văn Hiếu                  |
| 9  | TV | Việt Nam | Nguyễn Thanh Nam             |
| 10 | TĐ | Việt Nam | Trương Văn Thành             |
| 11 | TĐ | Việt Nam | Ngô Xuân Hoàng               |
| 12 | TV | Việt Nam | Nguyễn Long Hiệp             |
| 14 | HV | Việt Nam | Nguyễn Đức Thiện Chánh       |

| Số | VT | Quốc gia | Cầu thủ          |
| -- | -- | -------- | ---------------- |
| 15 | TV | Việt Nam | Ngô Xuân Toàn    |
| 16 | TV | Việt Nam | Bùi Đình Châu    |
| 17 | TV | Việt Nam | Nguyễn Xuân Tâm  |
| 18 | TĐ | Việt Nam | Vũ Quang Nam     |
| 19 | HV | Việt Nam | Lê Văn Hiệp      |
| 20 | TĐ | Việt Nam | Nguyễn Văn Thạch |
| 21 | HV | Việt Nam | Phạm Muôn Phương |
| 22 | TV | Việt Nam | Hoàng Vũ Đạt     |
| 24 | HV | Việt Nam | Lê Lâm Nhật      |
| 25 | TV | Việt Nam | Nguyễn Văn Hiếu  |
| 39 | TM | Việt Nam | Nguyễn Minh      |
| 45 | TĐ | Việt Nam | Nguyễn Chí Vỹ    |
| 79 | TM | Việt Nam | Trần Văn Chiến   |

## Các huấn luyện viên trong lịch sử
| Các huấn luyện viên trưởng của Phú Yên \| - 2014-2016: Đinh Hồng Vinh - 2016: Nguyễn Đình Hưng - 2022-: Nguyễn Hoàng Đông \| |
| - 2014-2016: Đinh Hồng Vinh - 2016: Nguyễn Đình Hưng - 2022-: Nguyễn Hoàng Đông                                              |